# Киселёв, Геннадий Семёнович
Геннадий Семёнович Киселёв (1 февраля 1922, Уфа, — 16 мая 1979, Омск) — подполковник авиации, Герой Советского Союза (1946).

## Биография
Киселёв Геннадий Семёнович родился 1 февраля 1922 года в городе Уфе.
Русский. Член ВКП(б) с 1945 года. Окончил среднюю школу и Уфимский аэроклуб.
В Красную Армию призван в декабре 1940 года Уфимским горвоенкоматом Башкирской АССР. В 1942 году окончил Энгельсскую военную авиационную школу пилотов.
На фронте Великой Отечественной войны с декабря 1942 года.
После войны лётчик-штурмовик продолжал службу в ВВС СССР. В 1952 году Геннадий Семёнович окончил Военно-воздушную академию им. Ю. А. Гагарина в п. Монино Московской области.
С 1959 года подполковник Киселёв Г. С. — в запасе. В 1959—1961 годах жил в городе Салавате. Осенью 1961 года уехал в Омск, где и жил оставшееся время. Скончался 15 мая 1979 года.
Похоронен в Омске на аллее Героев Советского Союза.
Семья: жена, сын Геннадий.

## Подвиг
«Заместитель командира эскадрильи 58-го гвардейского штурмового авиационного полка (2-я гвардейская штурмовая авиационная дивизия, 16-я воздушная армия, 1-й Белорусский фронт) кандидат в члены ВКП(б) гвардии старший лейтенант Киселёв Г. С. к февралю 1945 года совершил 110 боевых вылетов на штурмовку скоплений живой силы и техники противника, нанёс ему большой урон.
7 мая 1943 года, совершая очередной боевой вылет, Г. С. Киселёв был ранен и сбит на территории, занятой противником. 19 мая 1943 года мужественный советский офицер бежал из плена, выпрыгнув из вагона поезда, в лесах разыскал партизан и сражался в их рядах. 21 сентября 1943 года переправлен на Большую землю. Вернулся в строй и бил врага до победоносного окончания войны».
Указом Президиума Верховного Совета СССР от 15 мая 1946 года за образцовое выполнение боевых заданий командования и проявленные при этом геройство и мужество гвардии старшему лейтенанту Киселёву Геннадию Семёновичу присвоено звание Героя Советского Союза с вручением ордена Ленина и медали «Золотая Звезда» (№ 7051).

## Награды
Награждён орденом Ленина, тремя орденами Красного Знамени, орденом Отечественной войны I-й степени, двумя орденами Красной Звезды, медалями.

## Память
Имя Героя Советского Союза Г. С. Киселёва занесено на мемориальную доску Героев Советского Союза — выпускников Уфимского аэроклуба.